# Marcelo Martins
Marcelo Martins Moreno (Santa Cruz de la Sierra, 18 de junio de 1987) es un exfutbolista boliviano que jugaba como delantero. Fue internacional  con la selección boliviana, de la cual es el jugador con más encuentros y su máximo goleador histórico con 31 anotaciones.
Es el quinto extranjero que jugó en la selección brasileña en sus categorías juveniles. A menudo es confundido por su apellido: en Bolivia es conocido como Marcelo Martins (siendo Martins su apellido paterno). Mientras que en Brasil es conocido como Marcelo Moreno por su apellido materno.
Fue el primer futbolista boliviano en ser goleador de la Copa Libertadores de América, en la edición 2008 con ocho goles.
Es el futbolista boliviano «más caro de la historia». Su pase (o derecho federativo) fue tasado en 14 millones de dólares estadounidenses en 2008. Ese monto pagó el Shakhtar Donetsk de Ucrania al Cruzeiro de Brasil por su transferencia para llevárselo a Europa.
Martins fue campeón de la Liga Europa de la UEFA en 2009 con el Shakhtar Donetsk y se convirtió el primer futbolista boliviano en ganar un título europeo. En el año 2009, Marcelo Moreno se convirtió en el primer futbolista boliviano que jugaba la Bundesliga. Tomando en cuenta que Ramiro Blacut, cuando formaba parte del Bayern de Múnich, jugaba en la Fußball-Regionalliga Süd, Segunda división del fútbol alemán en ese entonces.
Es el máximo goleador extranjero de la historia del Cruzeiro y el 37.º máximo goleador de la historia del club con 54 goles en 139 partidos
En el 2020, se convirtió en el máximo goleador histórico de La Verde, superando el récord que ostentaba Joaquín Botero. Es el máximo goleador boliviano; y el tercer máximo goleador histórico de las eliminatorias sudamericanas con 22 goles. Además, es el primer y único jugador boliviano hasta el momento que ha alcanzado la barrera de los 30 goles con la selección boliviana.
Se retiró el 7 de abril de 2024 en la final de vuelta de la fase final del Campeonato Mineiro 2024.

## Biografía
Marcelo Martins nació el 18 de junio de 1987 en la ciudad de Santa Cruz de la Sierra, Bolivia. Es hijo del exjugador brasileño Mauro Martins, que defendió al Palmeiras en los años setenta, y de la boliviana Ruth Moreno. Es el cuarto de siete hermanos.

## Trayectoria

### Oriente Petrolero
Inició su carrera en las inferiores de Oriente Petrolero unos de los clubes más grandes de Bolivia, equipo de la primera división de Bolivia, donde debutó en 2003 a la edad de 16 años.

### Vitória
En 2004, a la edad de 17 años, fue fichado por el Esporte Clube Vitória de Brasil, el cual fue su primer equipo en el exterior. Con este equipo, se convirtió en campeón estatal en 2005 y 2006, respectivamente. En su estadía en el Vitória, se profesionalizó y llamó la atención de los equipos base de Brasil.

### Cruzeiro
A principios de 2007, fue fichado por el Cruzeiro de Belo Horizonte. Su primer gol con la camiseta celeste fue en la victoria 4:2 ante el Fluminense en el Estadio Mineirão el 19 de agosto de 2007.
Tardó un semestre en afianzarse como titular en el Cruzeiro. Dos partidos, en los que le marcó goles a Grêmio y a Palmeiras, hicieron que el jugador fuera considerado como un gran prospecto para el club. Después se quedó como titular indiscutible y uno de los goleadores del equipo. Disputó la Copa Libertadores 2008 con Cruzeiro, siendo goleador del torneo, junto a Salvador Cabañas, con ocho goles.

### F. K. Shakhtar Donetsk
En 27 de mayo de 2008, fue adquirido por Shakhtar Donetsk de Ucrania por 9 millones de € (12.4 millones de dólares). Con el Shakhtar fue campeón de la Copa de la UEFA 2008-09, tras vencer en la final de Estambul al Werder Bremen por 2:1.

### Werder Bremen

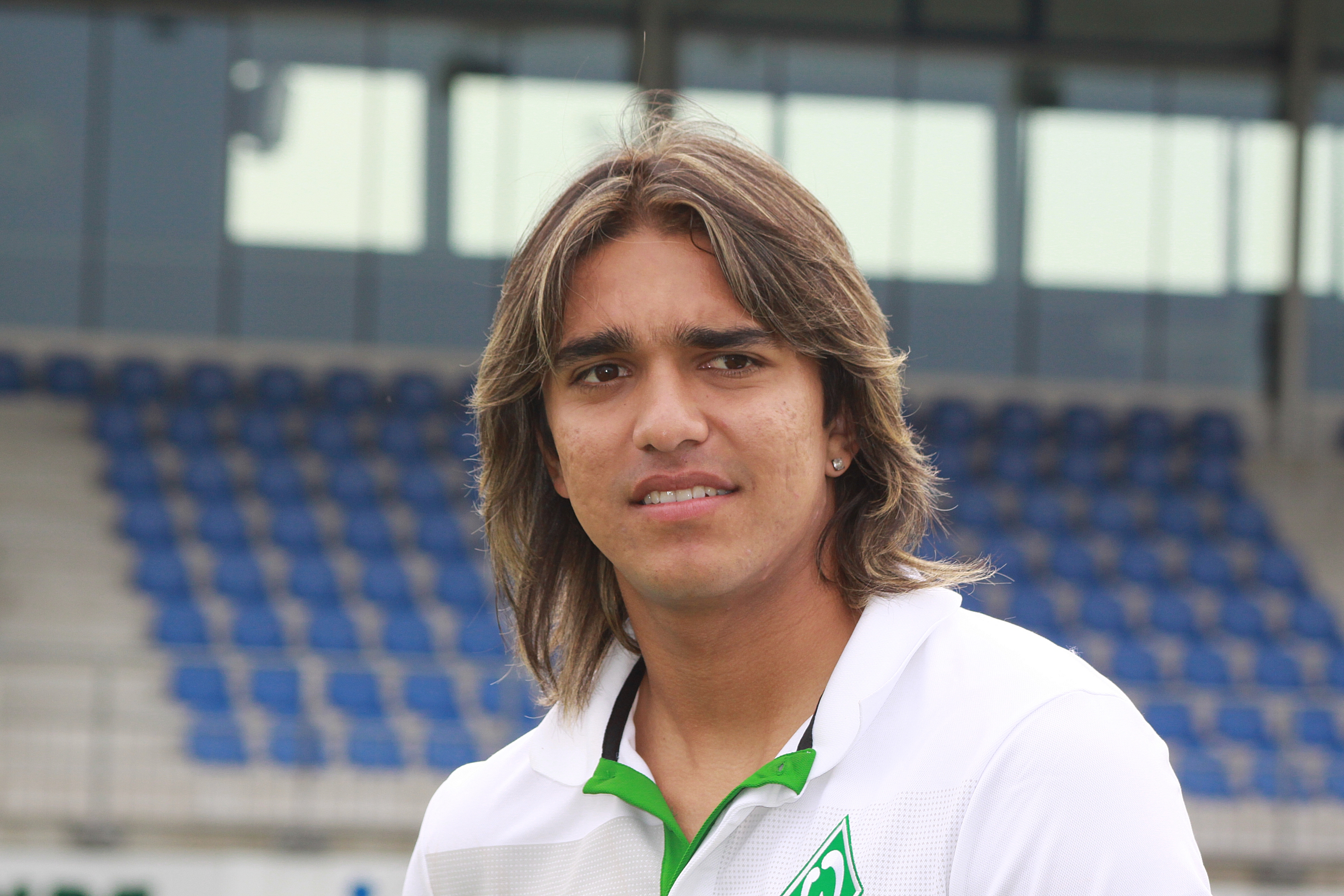
Martins en 2009 con el Werder Bremen.

A fines de mayo de 2009, fue cedido a préstamo al Werder Bremen por una temporada con opción a compra. En su nuevo equipo, Martins le convirtió dos tantos al Unión Berlín por la Copa de Alemania, partido en el que entró en los últimos 11 minutos en reemplazo de Boubacar Sanogo.
Durante su estadía en el Werder Bremen, el jugador boliviano no consiguió la continuidad que anhelaba, ya que competía el puesto con grandes jugadores, como el sueco Markus Rosenberg y Claudio Pizarro, ídolo del club y segundo máximo goleador de su historia, que regresó cedido por el Chelsea y era la gran figura del equipo. Así que, al no recibir ni ver cercanas opciones de mostrar su fútbol, Martins salió del club.

### Wigan Athletic (2010)
En 2010, fue fichado por el Wigan Athletic de la Premier League, club que lo obtiene en calidad de préstamo, convirtiéndose así en el segundo futbolista boliviano en jugar en la Premier de Inglaterra.
Bajo la dirección técnica del español Roberto Martínez, Martins jugó varios partidos por el Wigan. Hizo su debut el 17 de febrero en el empate 0:0 frente al Bolton, por la jornada 18 del campeonato.
El 8 de marzo en la jornada 29 del campeonato, Wigan venció 1:0 al Liverpool, logrando su primera victoria ante los Reds con Martins como titular.
Tras su paso por el Wigan Athletic, regresó al Shakhtar Donetsk, pero no tuvo participaciones como titular.

### Grêmio F. P. A.
El 14 de diciembre de 2011, Martins firmó un precontrato con Grêmio de Porto Alegre para jugar por las próximas 5 temporadas a partir del año 2012 para el club tricolor, que pagó cerca de € 8 millones para repatriarlo del Shakhtar, de Ucrania. Martins, junto a Walter Montillo y Paolo Guerrero, son los únicos extranjeros que figuraron en el top 25 de los futbolistas más cotizados del Campeonato Brasileño de Serie A.
El 8 de diciembre de 2012, el día en que el club inauguró la Arena do Grêmio, marcó el gol que definió la primera victoria del Grêmio en el nuevo estadio. El partido fue un amistoso contra el Hamburgo.
Ese año, Martins fue elegido el mejor jugador de la primera rueda del campeonato, por sus goles y capacidad para asistir a sus compañeros, el delantero boliviano ganó la elección que realizó el portal Globo Esporte con un (52 %) de votos de los usuarios y superando por un amplio margen a exseleccionados de ese país Ronaldinho, Juninho Pernambucano, y figuras como Neymar, Diego Forlán (Uruguay), Fred, Bernard, Deco (Portugal), entre otras.

### Flamengo

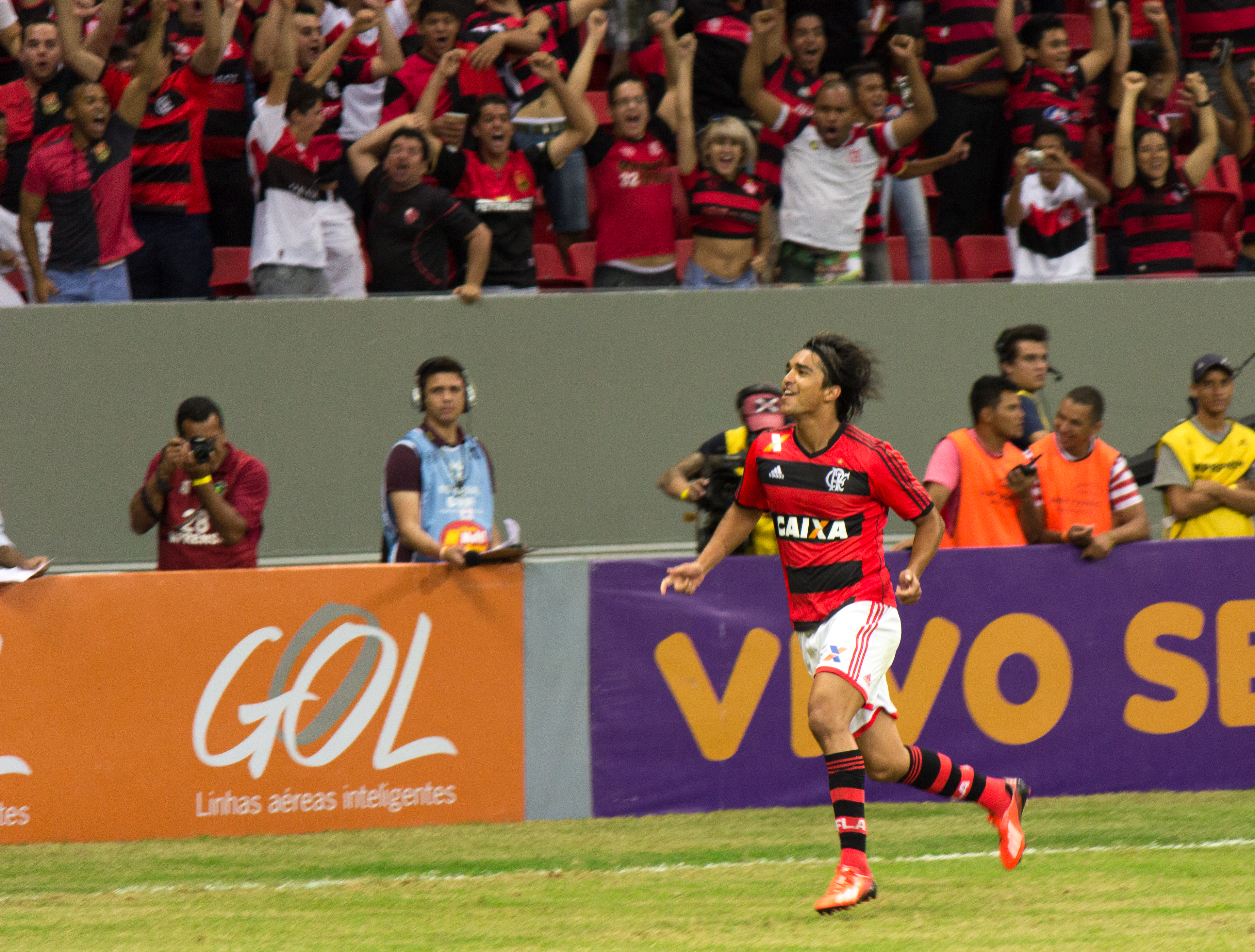
Martins celebrando un gol con el Flamengo en 2013.

En abril de 2013, fue cedido con opción de compra al Flamengo, ya que fue apartado de su equipo Grêmio después de que se negara a ser traspasado al Palmeiras en un canje de jugadores por el argentino Hernán Barcos.
Hizo su debut con el Flamengo el 26 de mayo en el empate 0:0 ante el Santos. Su primer gol lo marcaría el 1 de junio en el empate a 2 goles contra el Athletico Paranaense por la tercera fecha del campeonato.
El 17 de julio, Flamengo venció 2-1 al ASA en el Estadio Raulino de Oliveira por la tercera fase de la Copa de Brasil 2013. Martins fue vital para la victoria y clasificación de su equipo: anotó el gol del triunfo para el Flamengo en el minuto 80'.
El 28 de julio, Flamengo empataría 1:1 contra Botafogo en el Estadio de Maracaná en el "Clásico de todos los tiempos" por la novena fecha del campeonato.
A finales de ese año, terminó proclamándose campeón de la Copa de Brasil con el Mengão.
En diciembre, el Flamengo decide no acceder a la opción de compra por el jugador, devolviéndolo a Grêmio.

### Cruzeiro E. C.
El 2014, tuvo la oportunidad de jugar de nuevo en Cruzeiro, club con el cual salió bicampeón y goleador de esa temporada. Asimismo, salió elegido como el mejor extranjero y se convirtió en el máximo goleador extranjero de la historia del club.
En el primer semestre, participó en la campaña que llevó al equipo de Minas Gerais a ganar el Campeonato Mineiro sobre su rival Atlético Mineiro, de manera invicta.
El 7 de diciembre, en un partido contra el Fluminense, válido por la última jornada del Campeonato Brasileño 2014, el jugador alcanzó la marca de 45 goles con la camiseta celeste con un gol de volea (ya había marcado una volea contra el mismo Fluminense en el partido de la decimonovena jornada), superando al español Fernando Carazo como máximo goleador extranjero de la historia del club minero.
Un poco antes, el 23 de noviembre, el equipo celeste se proclamó campeón del Brasileirão tras la victoria sobre el Goiás por 2 a 1 en Mineirão, con dos rondas de adelanto, acabando con Marcelo Moreno como tercer máximo goleador de la competición. junto a Ricardo Goulart, cada uno con 15 goles.

### Changchun Yatai
En el 2015, llega al club Changchun Yatai de la SuperLiga China.

### Wuhan Zall F. C.
En el 2017, llega al club Wuhan Zall Football Club de la China League One.

### Shijiazhuang Ever Bright F. C.
El 18 de enero de 2019, fichó por el Shijiazhuang Ever Bright de la China League One por tres temporadas.

### Cerro Porteño
El 30 de enero de 2022, anuncia la incorporación del delantero.

### Independiente del Valle
El 27 de marzo de 2023 fue anunciado por Independiente del Valle de la Primera División de Ecuador.Jugó 29 partidos y convirtió 4 goles hasta su retiro el 19 de diciembre del 2023.

## Selección nacional

### Categorías inferiores
Martins formó parte de la selección de Brasil Sub-17 y Sub-20. En 2005, disputó la Copa Sendai que se desarrolló en Sendai y se proclamó campeón de dicho torneo. Sería uno de los goleadores de la competición con dos goles.

### Selección absoluta
Fue convocado en 2007 por el entrenador Erwin Sánchez para jugar con la selección de Bolivia. Su debut se produjo en un amistoso frente a Perú en Lima, el 12 de septiembre, con 20 años edad. Su primer gol lo anotó en las Eliminatorias para Sudáfrica 2010 frente a Venezuela, marcando dos goles en la visita de Bolivia a dicha selección. Era el cuarto partido que jugaba en la selección mayor. En esas mismas eliminatorias, le anotó a Paraguay, Uruguay y abrió el marcador en la goleada de 6-1 sobre Argentina. Convirtió de tiro libre ante Brasil, partido que terminaría 2-1 por las Clasificatorias al Mundial del 2010, siendo el tercer triunfo de la selección boliviana ante los brasileños. Volvió a anotarle a Argentina en las Clasificatorias al Mundial del 2014, gol con que Bolivia logró empatar en Buenos Aires por primera vez en su historia.
En 2013 renunció a su selección tras un empate a uno contra Argentina por las eliminatorias sudamericanas, aunque luego regresaría a su selección. El martes 15 de septiembre de 2015 renunció por segunda vez a la Selección Boliviana junto con su amigo Ronald Raldes por estar en desacuerdo con declaraciones que había dado el entrenador Julio César Baldivieso tras la derrota de Bolivia por 7-0 ante Argentina en un amistoso. Tras la destitución de Julio César Baldivieso como entrenador de la selección boliviana y la contratación de Ángel Guillermo Hoyos como nuevo técnico, fue convocado nuevamente a la selección. Ante Argentina, por las eliminatorias para el Mundial de Catar, metió su gol número 19 con la selección de Bolivia. y por la tercera fecha por las eliminatorias convirtió su gol número 20 frente a la selección de Ecuador igualando a Joaquín Botero. En el partido por la cuarta fecha contra la selección de Paraguay metió el primer tanto para Bolivia y en donde el se llevaron un empate con el marcador 2:2.
En el año 2020 logra consolidarse como titular indiscutible y capitán de la selección, el 2021 fue un año muy exitoso para el jugador. El 21 de noviembre del 2023, se retiraría definitivamente de la selección en la derrota 3-0 de visitante ante Uruguay, logrando así 100 partidos con la verde, y haciendo 31 goles, quedando como el goleador histórico. El 14/12/2023, anunció su retiro de esta misma.

### Participaciones enCopa América
| Edición           | Sede      | Resultado        | Partidos | Goles | Asis. | Prom. |
| ----------------- | --------- | ---------------- | -------- | ----- | ----- | ----- |
| Copa América 2011 | Argentina | Primera Fase     | 3        | 0     | 0     | 0.00  |
| Copa América 2015 | Chile     | Cuartos de final | 4        | 2     | 1     | 0.50  |
| Copa América 2019 | Brasil    | Primera fase     | 3        | 1     | 0     | 0.33  |
| Copa América 2021 | Brasil    | Primera fase     | 0        | 0     | 0     | 0.00  |
| Total             | Total     | Total            | 10       | 3     | 1     | 0.27  |

### Participaciones en Eliminatorias
| Eliminatorias                   | Sede       | Resultado          | Partidos | Goles | Asist. | Prom. |
| ------------------------------- | ---------- | ------------------ | -------- | ----- | ------ | ----- |
| Eliminatorias Sudáfrica 2010    | Sudamérica | 9.º (No clasificó) | 15       | 7     | 2      | 0.47  |
| Eliminatorias Brasil 2014       | Sudamérica | 8.º (No clasificó) | 15       | 4     | 2      | 0.27  |
| Eliminatorias Rusia 2018        | Sudamérica | 9.º (No clasificó) | 12       | 1     | 1      | 0.08  |
| Eliminatorias Catar 2022        | Sudamérica | 9.º (No clasificó) | 15       | 10    | 2      | 0.69  |
| Eliminatorias Norteamérica 2026 | Sudamérica | Disputándose       | 4        | 0     | 0      | 0     |
| Total                           | Total      | Total              | 58       | 22    | 7      | 0.38  |

### Estadísticas
Actualizado al 28 de marzo de 2023.
| Selección             | Año                   | Amistosos | Amistosos | Copa América | Copa América | Eliminatorias | Eliminatorias | Total | Total | Prom. |
| Selección             | Año                   | Part.     | Goles     | Part.        | Goles        | Part.         | Goles         | Part. | Goles | Prom. |
| --------------------- | --------------------- | --------- | --------- | ------------ | ------------ | ------------- | ------------- | ----- | ----- | ----- |
| Bolivia               | 2007                  | 1         | 0         | -            | -            | 3             | 2             | 4     | 2     | 0,50  |
| Bolivia               | 2008                  | 2         | 0         | -            | -            | 6             | 3             | 8     | 3     | 0,38  |
| Bolivia               | 2009                  | 0         | 0         | -            | -            | 6             | 2             | 6     | 2     | 0,33  |
| Bolivia               | 2010                  | 1         | 1         | -            | -            | -             | -             | 1     | 1     | 1,00  |
| Bolivia               | 2011                  | 5         | 0         | 3            | 0            | 4             | 2             | 12    | 2     | 0,17  |
| Bolivia               | 2012                  | 2         | 0         | -            | -            | 4             | 0             | 6     | 0     | 0,00  |
| Bolivia               | 2013                  | 2         | 0         | -            | -            | 7             | 2             | 9     | 2     | 0,22  |
| Bolivia               | 2014                  | 3         | 0         | -            | -            | -             | -             | 3     | 0     | 0,00  |
| Bolivia               | 2015                  | 2         | 0         | 4            | 2            | -             | -             | 6     | 2     | 0,33  |
| Bolivia               | 2016                  | 0         | 0         | -            | -            | 6             | 0             | 6     | 0     | 0,00  |
| Bolivia               | 2017                  | 0         | 0         | -            | -            | 6             | 1             | 6     | 1     | 0,17  |
| Bolivia               | 2018                  | 5         | 2         | -            | -            | 0             | 0             | 5     | 2     | 0,40  |
| Bolivia               | 2019                  | 1         | 0         | 3            | 1            | 0             | 0             | 4     | 1     | 0,25  |
| Bolivia               | 2020                  | 0         | 0         | -            | -            | 3             | 3             | 3     | 3     | 1,00  |
| Bolivia               | 2021                  | 2         | 1         | 1            | 0            | 10            | 6             | 13    | 7     | 0,54  |
| Bolivia               | 2022                  | 3         | 1         | 0            | 0            | 3             | 1             | 6     | 2     | 0,66  |
| Bolivia               | 2023                  | 4         | 1         | -            | -            | 6             | 0             | 10    | 1     | 0.10  |
| Total en la Selección | Total en la Selección | 33        | 6         | 11           | 3            | 64            | 22            | 109   | 31    | 0.28  |

### Goles internacionales
| #   | Fecha                    | Lugar                   | Rival             | Gol | Resultado | Competición                |
| --- | ------------------------ | ----------------------- | ----------------- | --- | --------- | -------------------------- |
| 1.  | 20 de noviembre de 2007  | San Cristóbal           | Venezuela         | 0-1 | Derrota   | Eliminatorias Mundial 2010 |
| 2.  | 20 de noviembre de 2007  | San Cristóbal           | Venezuela         | 2-3 | Derrota   | Eliminatorias Mundial 2010 |
| 3.  | 18 de junio de 2008      | La Paz                  | Paraguay          | 4-2 | Victoria  | Eliminatorias Mundial 2010 |
| 4.  | 14 de octubre de 2008    | La Paz                  | Uruguay           | 1-0 | Empate    | Eliminatorias Mundial 2010 |
| 5.  | 14 de octubre de 2008    | La Paz                  | Uruguay           | 2-0 | Empate    | Eliminatorias Mundial 2010 |
| 6.  | 1 de abril de 2009       | La Paz                  | Argentina         | 6-1 | Victoria  | Eliminatorias Mundial 2010 |
| 7.  | 10 de octubre de 2009    | La Paz                  | Brasil            | 2-1 | Victoria  | Eliminatorias Mundial 2010 |
| 8.  | 2 de octubre de 2010     | Santa Cruz de la Sierra | Venezuela         | 1-3 | Derrota   | Amistoso internacional     |
| 9.  | 2 de octubre de 2011     | Montevideo              | Uruguay           | 4-2 | Derrota   | Eliminatorias Mundial 2014 |
| 10. | 11 de noviembre de 2011  | Buenos Aires            | Argentina         | 1-1 | Empate    | Eliminatorias Mundial 2014 |
| 11. | 26 de marzo de 2013      | La Paz                  | Argentina         | 1-1 | Empate    | Eliminatorias Mundial 2014 |
| 12. | 11 de junio de 2013      | Santiago                | Chile             | 3-1 | Derrota   | Eliminatorias Mundial 2014 |
| 13. | 15 de junio de 2015      | Valparaíso              | Ecuador           | 2-3 | Victoria  | Copa América 2015          |
| 14. | 25 de junio de 2015      | Temuco                  | Perú              | 1–3 | Derrota   | Copa América 2015          |
| 15. | 28 de marzo de 2017      | La Paz                  | Argentina         | 2-0 | Victoria  | Eliminatorias Mundial 2018 |
| 16. | 10 de septiembre de 2018 | Riad                    | Arabia Saudita    | 2-2 | Empate    | Amistoso internacional     |
| 17. | 13 de octubre de 2018    | Rangún                  | Birmania          | 3-0 | Victoria  | Amistoso internacional     |
| 18. | 18 de junio de 2019      | Río de Janeiro          | Perú              | 1-3 | Derrota   | Copa América 2019          |
| 19. | 13 de octubre de 2020    | La Paz                  | Argentina         | 1-2 | Derrota   | Eliminatorias Mundial 2022 |
| 20. | 12 de noviembre de 2020  | La Paz                  | Ecuador           | 2-3 | Derrota   | Eliminatorias Mundial 2022 |
| 21. | 17 de noviembre de 2020  | Asunción                | Paraguay          | 2-2 | Empate    | Eliminatorias Mundial 2022 |
| 22. | 26 de marzo de 2021      | Rancagua                | Chile             | 2-1 | Derrota   | Amistoso internacional     |
| 23. | 3 de junio de 2021       | La Paz                  | Venezuela         | 1-0 | Victoria  | Eliminatorias Mundial 2022 |
| 24. | 3 de junio de 2021       | La Paz                  | Venezuela         | 3-1 | Victoria  | Eliminatorias Mundial 2022 |
| 25. | 8 de junio de 2021       | Santiago                | Chile             | 1-1 | Empate    | Eliminatorias Mundial 2022 |
| 26. | 5 de septiembre de 2021  | Montevideo              | Uruguay           | 1-3 | Derrota   | Eliminatorias Mundial 2022 |
| 27. | 5 de septiembre de 2021  | Montevideo              | Uruguay           | 2-4 | Derrota   | Eliminatorias Mundial 2022 |
| 28. | 16 de noviembre de 2021  | La Paz                  | Uruguay           | 3-0 | Victoria  | Eliminatorias Mundial 2022 |
| 29. | 21 de enero de 2022      | Sucre                   | Trinidad y Tobago | 5-0 | Victoria  | Amistoso internacional     |
| 30. | 1 de febrero de 2022     | La Paz                  | Chile             | 2-3 | Derrota   | Eliminatorias Mundial 2022 |
| 31. | 28 de marzo de 2023      | Yeda                    | Arabia Saudita    | 1-2 | Victoria  | Amistoso internacional     |

## Estadísticas

### Clubes
| Club | Div.          | Temporada     | Liga  | Liga  | Liga   | Regional(1) | Regional(1) | Regional(1) | Copas nacionales(2) | Copas nacionales(2) | Copas nacionales(2) | Torneos internacionales(3) | Torneos internacionales(3) | Torneos internacionales(3) | Total(4) | Total(4) | Total(4) | Media goleadora |
| Club | Div.          | Temporada     | Part. | Goles | Asist. | Part.       | Goles       | Asist.      | Part.               | Goles               | Asist.              | Part.                      | Goles                      | Asist.                     | Part.    | Goles    | Asist.   | Media goleadora |
| --- | ------------- | ------------- | ----- | ----- | ------ | ----------- | ----------- | ----------- | ------------------- | ------------------- | ------------------- | -------------------------- | -------------------------- | -------------------------- | -------- | -------- | -------- | --------------- |
| Oriente Petrolero · Bolivia |               |               |       |       |        |             |             |             |                     |                     |                     |                            |                            |                            |          |          |          |                 |
| 1.ª | 2003          | 8             | 0     | 1     | —      | —           | —           | —           | —                   | —                   | —                   | —                          | —                          | 8                          | 1        | 1        | 0,09     |                 |
| 1.ª | 2004          | 11            | 2     | 2     | —      | —           | —           | —           | —                   | —                   | —                   | —                          | —                          | 12                         | 2        | 2        | 0,21     |                 |
| Total club | Total club    | 20            | 2     | 3     | 0      | 0           | 0           | 0           | 0                   | 0                   | 0                   | 0                          | 0                          | 20                         | 3        | 2        | 0,10     |                 |
| Vitória · Brasil |               |               |       |       |        |             |             |             |                     |                     |                     |                            |                            |                            |          |          |          |                 |
| 2.ª | 2005          | —             | —     | —     | —      | —           | —           | —           | —                   | —                   | —                   | —                          | —                          | 0                          | 0        | 0        | 0,00     |                 |
| 3.ª | 2006          | 30            | 12    | 8     | 16     | 4           | 3           | 4           | 0                   | 1                   | —                   | —                          | —                          | 50                         | 16       | 12       | 0,32     |                 |
| 2.ª | 2007          | —             | —     | —     | 10     | 1           | 1           | 4           | 1                   | 1                   | —                   | —                          | —                          | 14                         | 2        | 2        | 0,14     |                 |
| Total club | Total club    | 30            | 12    | 8     | 26     | 5           | 4           | 8           | 1                   | 2                   | 0                   | 0                          | 0                          | 64                         | 18       | 14       | 0,28     |                 |
| Cruzeiro · Brasil |               |               |       |       |        |             |             |             |                     |                     |                     |                            |                            |                            |          |          |          |                 |
| 1.ª | 2007          | 13            | 6     | 1     | —      | —           | —           | —           | —                   | —                   | 1                   | 0                          | 0                          | 14                         | 6        | 1        | 0,43     |                 |
| 1.ª | 2008          | 1             | 1     | 0     | 11     | 6           | 3           | —           | —                   | —                   | 10                  | 8                          | 1                          | 22                         | 15       | 4        | 0,68     |                 |
| 1.ª | 2014          | 32            | 15    | 3     | 14     | 5           | 2           | 7           | 4                   | 1                   | 4                   | 0                          | 0                          | 57                         | 24       | 6        | 0,42     |                 |
| 2.ª | 2020          | 26            | 3     | 1     | 4      | 0           | 1           | 2           | 0                   | 0                   | —                   | —                          | —                          | 32                         | 3        | 2        | 0,09     |                 |
| 2.ª | 2021          | 17            | 5     | 0     | 4      | 1           | 0           | 1           | 0                   | 0                   | —                   | —                          | —                          | 22                         | 6        | 0        | 0.27     |                 |
| Total club | Total club    | 89            | 30    | 5     | 33     | 12          | 6           | 10          | 4                   | 1                   | 15                  | 8                          | 1                          | 147                        | 54       | 13       | 0.37     |                 |
| Shajtar Donetsk · Ucrania |               |               |       |       |        |             |             |             |                     |                     |                     |                            |                            |                            |          |          |          |                 |
| 1.ª | 2008-09       | 14            | 2     | 0     | —      | —           | —           | 1           | 1                   | 0                   | 6                   | 0                          | 0                          | 21                         | 3        | 0        | 0,14     |                 |
| 1.ª | 2010-11       | 18            | 5     | 1     | —      | —           | —           | 2           | 2                   | 0                   | 3                   | 0                          | 0                          | 23                         | 7        | 1        | 0,30     |                 |
| 1.ª | 2011-12       | —             | —     | —     | —      | —           | —           | 1           | 1                   | 0                   | 1                   | 0                          | 0                          | 2                          | 1        | 0        | 0,50     |                 |
| Total club | Total club    | 32            | 7     | 1     | 0      | 0           | 0           | 4           | 4                   | 0                   | 10                  | 0                          | 0                          | 46                         | 11       | 1        | 0,24     |                 |
| Werder Bremen · Alemania |               |               |       |       |        |             |             |             |                     |                     |                     |                            |                            |                            |          |          |          |                 |
| 1.ª | 2009-10       | 5             | 0     | 0     | —      | —           | —           | 3           | 2                   | 1                   | 4                   | 1                          | 1                          | 12                         | 3        | 2        | 0,25     |                 |
| Total club | Total club    | 5             | 0     | 0     | 0      | 0           | 0           | 3           | 2                   | 1                   | 4                   | 1                          | 1                          | 12                         | 3        | 2        | 0,25     |                 |
| Wigan Athletic Inglaterra |               |               |       |       |        |             |             |             |                     |                     |                     |                            |                            |                            |          |          |          |                 |
| 1.ª | 2009-10       | 12            | 0     | 1     | —      | —           | —           | —           | —                   | —                   | —                   | —                          | —                          | 12                         | 0        | 1        | 0,00     |                 |
| Total club | Total club    | 12            | 0     | 1     | 0      | 0           | 0           | 0           | 0                   | 0                   | 0                   | 0                          | 0                          | 12                         | 0        | 1        | 0,00     |                 |
| Grêmio · Brasil |               |               |       |       |        |             |             |             |                     |                     |                     |                            |                            |                            |          |          |          |                 |
| 1.ª | 2012          | 28            | 10    | 5     | 15     | 8           | 1           | 8           | 3                   | 2                   | 5                   | 1                          | 0                          | 56                         | 22       | 8        | 0,39     |                 |
| 1.ª | 2013          | —             | —     | —     | 2      | 0           | 0           | —           | —                   | —                   | 3                   | 0                          | 0                          | 5                          | 0        | 0        | 0,00     |                 |
| 1.ª | 2015          | —             | —     | —     | 6      | 2           | 0           | —           | —                   | —                   | —                   | —                          | —                          | 6                          | 2        | 0        | 0,33     |                 |
| Total club | Total club    | 28            | 10    | 5     | 23     | 10          | 1           | 8           | 3                   | 2                   | 8                   | 1                          | 0                          | 67                         | 24       | 8        | 0,36     |                 |
| Flamengo · Brasil |               |               |       |       |        |             |             |             |                     |                     |                     |                            |                            |                            |          |          |          |                 |
| 1.ª | 2013          | 16            | 2     | 1     | 1      | 1           | 0           | 4           | 2                   | 1                   | —                   | —                          | —                          | 21                         | 5        | 2        | 0,24     |                 |
| Total club | Total club    | 16            | 2     | 1     | 1      | 1           | 0           | 4           | 2                   | 1                   | 0                   | 0                          | 0                          | 21                         | 5        | 2        | 0,20     |                 |
| Changchun Yatai China |               |               |       |       |        |             |             |             |                     |                     |                     |                            |                            |                            |          |          |          |                 |
| 1.ª | 2015          | 24            | 9     | 3     | —      | —           | —           | —           | —                   | —                   | —                   | —                          | —                          | 24                         | 9        | 3        | 0,38     |                 |
| 1.ª | 2016          | 29            | 13    | 5     | —      | —           | —           | —           | —                   | —                   | —                   | —                          | —                          | 29                         | 13       | 5        | 0,45     |                 |
| Total club | Total club    | 53            | 22    | 8     | 0      | 0           | 0           | 0           | 0                   | 0                   | 0                   | 0                          | 0                          | 53                         | 22       | 8        | 0,42     |                 |
| Wuhan Zall China |               |               |       |       |        |             |             |             |                     |                     |                     |                            |                            |                            |          |          |          |                 |
| 2.ª | 2017          | 29            | 23    | 8     | —      | —           | —           | —           | —                   | —                   | —                   | —                          | —                          | 29                         | 23       | 8        | 0,79     |                 |
| 2.ª | 2018          | 5             | 2     | 1     | —      | —           | —           | —           | —                   | —                   | —                   | —                          | —                          | 5                          | 2        | 1        | 0,40     |                 |
| Total club | Total club    | 34            | 25    | 9     | 0      | 0           | 0           | 0           | 0                   | 0                   | 0                   | 0                          | 0                          | 34                         | 25       | 9        | 0,74     |                 |
| Cangzhou Mighty Lions China |               |               |       |       |        |             |             |             |                     |                     |                     |                            |                            |                            |          |          |          |                 |
| 2.ª | 2019          | 12            | 7     | 2     | —      | —           | —           | 1           | 1                   | 0                   | —                   | —                          | —                          | 13                         | 8        | 2        | 0,62     |                 |
| Total club | Total club    | 12            | 7     | 2     | 0      | 0           | 0           | 1           | 1                   | 0                   | 0                   | 0                          | 0                          | 13                         | 8        | 2        | 0,62     |                 |
| Cerro Porteño Paraguay | 1.ª           | 2022          | 30    | 6     | 0      | —           | —           | —           | —                   | —                   | —                   | 7                          | 1                          | 0                          | 37       | 7        | 0        | 0,19            |
| Cerro Porteño Paraguay | 1.ª           | 2023          | 5     | 0     | 0      | —           | —           | —           | —                   | —                   | —                   | 2                          | 0                          | 0                          | 7        | 0        | 0        | 0,0             |
| Cerro Porteño Paraguay | Total club    | Total club    | 35    | 6     | 0      | 0           | 0           | 0           | 0                   | 0                   | 0                   | 9                          | 1                          | 0                          | 44       | 7        | 0        | 0,16            |
| Independiente del Valle · Ecuador | 1.ª           | 2023          | 20    | 4     | 0      | —           | —           | —           | 0                   | 0                   | 0                   | 6                          | 0                          | 0                          | 26       | 4        | 0        | 0.15            |
| Independiente del Valle · Ecuador | Total club    | Total club    | 20    | 4     | 0      | 0           | 0           | 0           | 0                   | 0                   | 0                   | 6                          | 0                          | 0                          | 26       | 4        | 0        | 0.15            |
| Total carrera | Total carrera | Total carrera | 386   | 119   | 42     | 83          | 28          | 11          | 38                  | 17                  | 7                   | 52                         | 11                         | 2                          | 562      | 184      | 81       | 0.25            |
| (1) Incluye datos del Campeonato Baiano (2006-07); Campeonato Gaúcho (2012-15); Campeonato Mineiro (2008-2021). (2) Incluye datos de la Copa de Alemania (2009); Copa de Ucrania (2008-11); Copa de China (2019); Copa de Brasil (2006-2021). (3) Incluye datos de la Liga Europa de la UEFA (2009); Liga de Campeones de la UEFA (2008-11); Copa Sudamericana (2007-12); Copa Libertadores (2008-14, 2022-act.). (4) No incluye goles en partidos amistosos. |               |               |       |       |        |             |             |             |                     |                     |                     |                            |                            |                            |          |          |          |                 |

### Selecciones
| Selección                                                                       | Temporada     | Amistosos | Amistosos | Amistosos | Sudamérica(1) | Sudamérica(1) | Sudamérica(1) | Mundial | Mundial | Mundial | Total | Total | Total  | Media goleadora |
| Selección                                                                       | Temporada     | Part.     | Goles     | Asist.    | Part.         | Goles         | Asist.        | Part.   | Goles   | Asist.  | Part. | Goles | Asist. | Media goleadora |
| ------------------------------------------------------------------------------- | ------------- | --------- | --------- | --------- | ------------- | ------------- | ------------- | ------- | ------- | ------- | ----- | ----- | ------ | --------------- |
| Sub-17 · Brasil                                                                 | 2005          | 8         | 6         | 1         | —             | —             | —             | —       | —       | —       | 8     | 6     | 1      | 0,75            |
| Sub-17 · Brasil                                                                 | Total         | 8         | 6         | 1         | 0             | 0             | 0             | 0       | 0       | 0       | 8     | 6     | 1      | 0,75            |
| Sub-20 · Brasil                                                                 | 2006          | 7         | 5         | 1         | —             | —             | —             | —       | —       | —       | 7     | 5     | 1      | 0,71            |
| Sub-20 · Brasil                                                                 | Total         | 7         | 5         | 1         | 0             | 0             | 0             | 0       | 0       | 0       | 7     | 5     | 1      | 0,71            |
| Absoluta · Bolivia                                                              | 2007          | 1         | 0         | 0         | 3             | 2             | 0             | —       | —       | —       | 4     | 2     | 0      | 0,50            |
| Absoluta · Bolivia                                                              | 2008          | 2         | 0         | 0         | 6             | 3             | 1             | —       | —       | —       | 8     | 3     | 1      | 0,38            |
| Absoluta · Bolivia                                                              | 2009          | —         | —         | —         | 6             | 2             | 1             | —       | —       | —       | 6     | 2     | 1      | 0,33            |
| Absoluta · Bolivia                                                              | 2010          | 1         | 1         | 0         | —             | —             | —             | —       | —       | —       | 1     | 1     | 0      | 1,00            |
| Absoluta · Bolivia                                                              | 2011          | 5         | 0         | 0         | 7             | 2             | 0             | —       | —       | —       | 12    | 2     | 0      | 0,17            |
| Absoluta · Bolivia                                                              | 2012          | 2         | 0         | 0         | 4             | 0             | 2             | —       | —       | —       | 6     | 0     | 2      | 0,00            |
| Absoluta · Bolivia                                                              | 2013          | 2         | 0         | 0         | 7             | 2             | 1             | —       | —       | —       | 9     | 2     | 1      | 0,22            |
| Absoluta · Bolivia                                                              | 2014          | 3         | 0         | 0         | —             | —             | —             | —       | —       | —       | 3     | 0     | 0      | 0,00            |
| Absoluta · Bolivia                                                              | 2015          | 2         | 0         | 0         | 4             | 2             | 1             | —       | —       | —       | 6     | 2     | 1      | 0,33            |
| Absoluta · Bolivia                                                              | 2016          | —         | —         | —         | 6             | 0             | 1             | —       | —       | —       | 6     | 0     | 1      | 0,00            |
| Absoluta · Bolivia                                                              | 2017          | —         | —         | —         | 6             | 1             | 0             | —       | —       | —       | 6     | 1     | 0      | 0,17            |
| Absoluta · Bolivia                                                              | 2018          | 5         | 2         | 1         | —             | —             | —             | —       | —       | —       | 5     | 2     | 1      | 0,40            |
| Absoluta · Bolivia                                                              | 2019          | 1         | 0         | 0         | 3             | 1             | 0             | —       | —       | —       | 4     | 1     | 0      | 0,25            |
| Absoluta · Bolivia                                                              | 2020          | —         | —         | —         | 3             | 3             | 0             | —       | —       | —       | 3     | 3     | 0      | 1,00            |
| Absoluta · Bolivia                                                              | 2021          | 2         | 1         | 1         | 11            | 6             | 1             | —       | —       | —       | 13    | 7     | 2      | 0,54            |
| Absoluta · Bolivia                                                              | 2022          | 1         | 1         | 0         | 2             | 1             | 0             | —       | —       | —       | 3     | 2     | 0      | 0,66            |
| Total                                                                           | -             | 26        | 4         | 2         | 66            | 24            | 8             | 0       | 0       | 0       | 92    | 30    | 9      | 0,30            |
| Total carrera                                                                   | Total carrera | 41        | 15        | 4         | 66            | 24            | 8             | 0       | 0       | 0       | 107   | 41    | 11     | 0.36            |
| (1) Incluye datos del Clasificatorias Sudamericanas / Copa América (2007-Act.). |               |           |           |           |               |               |               |         |         |         |       |       |        |                 |

### Resumen estadístico
| Competición           | Partidos | Goles | Promedio | Asistencias | Promedio | Goles y asistencias | Promedio |
| --------------------- | -------- | ----- | -------- | ----------- | -------- | ------------------- | -------- |
| Primera División      | 212      | 65    | 0,31     | 22          | 0,10     | 87                  | 0,41     |
| Segunda División      | 89       | 40    | 0,45     | 12          | 0,13     | 52                  | 0,58     |
| Tercera División      | 30       | 12    | 0,40     | 8           | 0,27     | 20                  | 0,67     |
| Regional              | 83       | 28    | 0,34     | 11          | 0,13     | 39                  | 0,47     |
| Copas nacionales      | 38       | 17    | 0,45     | 7           | 0,18     | 24                  | 0,63     |
| Copas internacionales | 37       | 10    | 0,27     | 2           | 0,05     | 12                  | 0,32     |
| Selección absoluta    | 93       | 30    | 0,30     | 9           | 0,10     | 34                  | 0,40     |
| Selección sub-20      | 7        | 5     | 0,71     | 1           | 0,14     | 6                   | 0,86     |
| Selección sub-17      | 8        | 6     | 0,75     | 1           | 0,13     | 7                   | 0,88     |
| Total                 | 597      | 225   | 0,35     | 73          | 0,12     | 270                 | 0,45     |

### Hat-tricks
| 1 | 1 de abril de 2016 | Development Area, Changchun | Changchun Yatai - Tianjin Jinmen Tiger |  | 4 - 4 | Copa de China 2016 |

## Palmarés

### Títulos regionales
| Título             | Equipo   | Región       | Año  |
| ------------------ | -------- | ------------ | ---- |
| Campeonato Baiano  | Vitoria  | Bahía        | 2005 |
| Campeonato Baiano  | Vitoria  | Bahía        | 2007 |
| Campeonato Mineiro | Cruzeiro | Minas Gerais | 2008 |
| Campeonato Mineiro | Cruzeiro | Minas Gerais | 2014 |

### Títulos nacionales
| Título                | Equipo           | País     | Año  |
| --------------------- | ---------------- | -------- | ---- |
| Supercopa de Alemania | Werder Bremen    | Alemania | 2009 |
| Liga Premier          | Shakhtar Donetsk | Ucrania  | 2011 |
| Copa do Brasil        | Flamengo         | Brasil   | 2013 |
| Serie A               | Cruzeiro         | Brasil   | 2014 |

### Títulos internacionales
| Título          | Equipo           | Sede     | Año  |
| --------------- | ---------------- | -------- | ---- |
| Copa de la UEFA | Shakhtar Donetsk | Estambul | 2009 |

### Distinciones individuales
| Distinción                                                                                           | Año  |
| --- | ---- |
| Máximo goleador de la Copa Libertadores 2008 (8 goles)                                               | 2008 |
| Futbolista boliviano más caro de la historia                                                         | 2008 |
| "Premio Mayor" al mejor futbolista boliviano                                                         | 2008 |
| Mejor jugador de la primera fase del Brasileirao 2012                                                | 2012 |
| Máximo goleador extranjero del Cruzeiro                                                              | 2014 |
| Ganador del trofeo EFE de Brasil con Cruzeiro                                                        | 2014 |
| Mejor gol del Brasileirão con Cruzeiro                                                               | 2014 |
| Bola de Plata del Brasileirão con Cruzeiro                                                           | 2014 |
| Máximo goleador de la Primera Liga China (23 goles)                                                  | 2017 |
| Incluido en el XI ideal de la década del Cruzeiro                                                    | 2020 |
| Incluido en el XI ideal histórico de extranjeros en el Brasileirao                                   | 2020 |
| Nominado al "Mejor delantero de Sudamérica" por la CONMEBOL                                          | 2020 |
| Máximo goleador de la Selección boliviana (30 goles)                                                 | 2020 |
| Máximo goleador de la Selección boliviana en eliminatorias CONMEBOL (22 goles)                       | 2021 |
| Tercer máximo goleador en la historia de las eliminatorias CONMEBOL (22 goles)                       | 2021 |
| Máximo goleador de las clasificatorias de Conmebol para la Copa Mundial de Fútbol de 2022 (10 goles) | 2022 |

## Vida personal
Marcelo está casado desde 2014 con la modelo brasileña Marilisy Antonelli, con la cual tiene una hija.

### Labor social
El Matador ha demostrado su compromiso con la sociedad boliviana. En el 2019 hizo una donación de 20 mil dólares para los damnificados por los incendios en la Chiquitania de Bolivia. En 2020 durante la pandemia causada por el coronavirus, el futbolista hizo un donativo de 100 mil $us en alimentos a personas necesitadas de Bolivia.

### Empresario
En 2017, Martins hizo su estreno como empresario, luego de una inversión en bienes raíces con el open house del Condominio Pratta.